# Belize na Letnich Igrzyskach Olimpijskich 1976
Belize na Letnich Igrzyskach Olimpijskich 1976 reprezentowało 4 zawodników, byli to sami mężczyźni.

## Skład kadry

### Lekkoatletyka
- Colin Thurton
  - Bieg na 100 m - odpadł w 1 rundzie eliminacyjnej

- Errol Thurton
  - Bieg na 400 m - odpadł w 2 rundzie eliminacyjnej

### Strzelectwo
- John Waight
  - Pistolet dowolny 50 m - 47. miejsce

- Owen Phillips
  - Karabinek sportowy leżąc 50 m - 78. miejsce